# Grindelwald

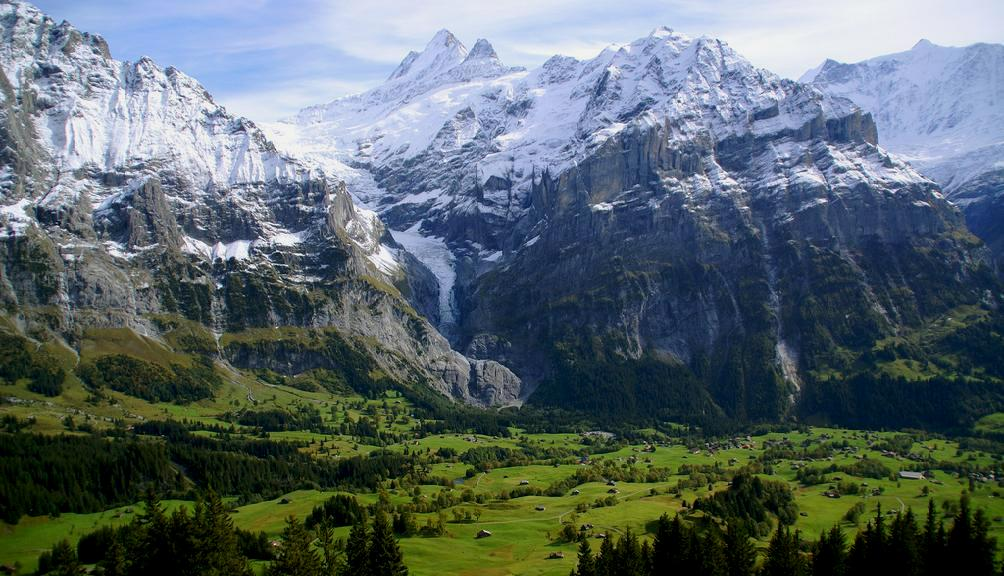
Grindelwald per dalt

Grindelwald és una comuna suïssa del cantó de Berna, situada en el districte d'Interlaken. Limita al nord amb les comunes de Iseltwald, Brienz i Brienzwiler, a l'est amb Meiringen, Schattenhalb, Innertkirchen i Guttannen, al sud amb Fieschertal (VS), i a l'oest amb Lauterbrunnen i Lütschental.
Formen part del territori comunal les localitats de Alpiglen, Grund, Itramen, Mühlebach, Schwendi, Tschingelberg i Wargistal.

## Turisme

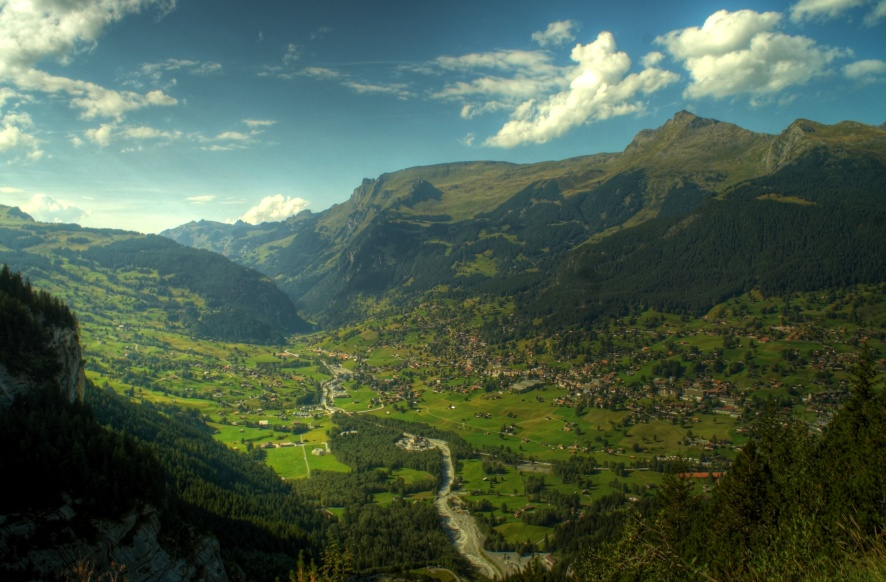
Grindelwald

Estació de muntanya reconeguda per les moltes activitats que s'hi poden fer, tant a l'hivern com a l'estiu, situada a la regió de la Jungfrau en els Alps bernesos, als peus de la cara nord de l'Eiger. El domini esquiable uneix les estacions de First, Wengen i Mürren, aquestes comprenen uns 200 km de pistes. Els meravellosos panorames que es poden obtenir en els cims muntanyosos, constitueixen un dels objectius d'excursions tant a l'estiu com a l'hivern. La vila compta amb nombrosos hotels, apartaments, i un complex de golf, piscina coberta, discoteques i minigolf, dedicats exclusivament a l'oci dels forans.

## Transport
Els ferrocarrils són molt puntuals i també cars. Existeix una línia que puja fins Kleine Scheidegg, l'estació d'intercanvi per ascendir fins a l'estació de tren més alta d'Europa. Aquesta línia ascendeix a través de túnels fins al Jungfraujoch, lloc on es troben les fantàstiques panoràmiques dels pics del Jungfrau, Mönch i Eiger, a més de la glacera més gran d'Europa.
- Línia ferroviària Interlaken - Grindelwald
- Línia ferroviària Grindelwald - Kleine Scheidegg - Wengen - Lauterbrunnen.
- Autovia A8

## Famosos residents
- Richard Wagner, músic
- Martina Schild, esquiadora alpina, segona als Jocs Olímpics d'Hivern 2006 en l'especialitat de descens
- Hedy Schlunegger, campiona olímpica de 1948 en esquí alpí
- Oleg Protopopov i Ludmila Belousova, 1964 i 1968 campions olímpics de patinatge artístic

## En altres mitjans
Moltes escenes de la pel·lícula documental Els Alps van ser rodades a la regió de Grindelwald, en particular a la cara nord de l'Eiger. La pel·lícula de James Bond Al servei de sa Majestat, inclou una persecució rodada a l'estació de Schilthorn (Grindelwald) i el festival de Nadal a Grindelwald. La muntanya de Grindelwald es va utilitzar com a base per al punt de vista de Alder de Star Wars Episodi III: La venjança dels Sith. Algunes de les escenes d'acció en The Golden Compass també es van rodar a Grindelwald.